# Alberto Baeza
Luis Alberto Baeza Mena (Ciudad de México; 6 de diciembre de 1938) es un exfutbolista mexicano que jugaba en el ataque.

## Trayectoria
Jugó entre 1958 a 1968 en el Club Necaxa. También jugó en la North American Soccer League en el San Diego Toros junto a su compatriota Severo de Sales.

## Selección nacional
Formó parte del equipo de la Copa del Mundo de México de 1962, no jugó en la Copa Mundial ni en ningún otro juego jugado por su selección, dejándolo sin un partido internacional.

### Participaciones en Copas del Mundo
| Mundial                        | Sede  | Resultado    |
| ------------------------------ | ----- | ------------ |
| Copa Mundial de Fútbol de 1962 | Chile | Primera fase |

## Palmarés

### Títulos nacionales
| Título               | Equipo | País   | Año     |
| -------------------- | ------ | ------ | ------- |
| Copa México          | Necaxa | México | 1959-60 |
| Copa México          | Necaxa | México | 1965-66 |
| Campeón de Campeones | Necaxa | México | 1965-66 |